# Adiós hombre
Pour plus de détails, voir Fiche technique et Distribution.
Adiós hombre (7 pistole per un massacro) est un western spaghetti hispano-italien sorti en 1967, réalisé par Mario Caiano.

## Synopsis
Après avoir fait dix ans de prison pour homicide, Will revient dans son pays. Il se retrouve face aux responsables de sa condamnation injuste. Il commence par écarter les bandits, puis doit se confronter aux bons citoyens.

## Fiche technique
- Titre : Adiós hombre[1]
- Titre original italien : 7 pistole per un massacro
- Titre original espagnol: Con el corazon en la garganta[2]
- Genre : western spaghetti
- Réalisation : Mario Caiano
- Scénario : Eduardo Manzanos Brochero
- Musique : Francesco de Masi
- Production : United Pictures, Copercines
- Photographie : Julio Ortas
- Montage : Gian Maria Messeri
- Décor : Jaime Cubero, Josè Luis Galicia
- Costumes : Maria Gelmetti
- Maquillage : Dante Trani
- Durée : 85 minutes
- Année de sortie : 1967
- Format d'image :  2.35:1
- Pays de production :  Italie,  Espagne
- Langue originale : italien
- Distribution en Italie : United Pictures
- Date de sortie en salle en France : 4 septembre 1968[1]

## Distribution
- Craig Hill : Will Flaherty
- Giulia Rubini : Peggy
- Eduardo Fajardo : Tilly
- Piero Lulli : Luke Bradham
- Roberto Camardiel : Doc
- Eleonora Vargas : Judith
- Nazzareno Zamperla : Tom, frère de Peggy
- Nello Pazzafini : un bandit avec Tilly
- Jacques Herlin : Pym, choréographe
- Massimo Carocci : Ziggy
- Nazzareno Natale
- Tomás Picó
- Pino Polidori
- Spartaco Conversi (non crédité) : shérif
- Elio Angelucci (non crédité) : un citoyen
- Caterina Trentini (non créditée) : une danseuse